# بريمن-فيجيزاك
فيجيزاك هي المنطقة الشمالية من مدينة بريمن.

## التاريخ
تأسست قبل فترة طويلة من القرن الرابع عشر. ف

## أعلام
- آلبرخت فلهلم غوت
- غيرهارد رولفس
- يورغن تريتين

## روابط خارجية
- بريمن.de
- Vegesack.de ، بوابة تجارية